# Ezra Miller
Ezra Matthew Miller (Wyckoff, New Jersey, 30 de setembro de 1992) é uma personalidade estadunidense que trabalha como intérprete de artes cênicas, cancionista, musicista e modelo. Participou do primeiro episódio de uma pequena web-série humorística chamada Cakey! The Cake from Outer Space, e foi um dos jogadores do curta Critical Hit. Fez sua estreia no cinema com o filme Afterschool do diretor Antonio Campos. Miller estrelou como Kevin no drama Precisamos Falar Sobre Kevin e coestrelou na adaptação cinematográfica de As Vantagens de Ser Invisível. O papel de Leon Dupuis, em Madame Bovary foi atribuído a Ezra e em 2015 coestrelou no drama The Stanford Prison Experiment e teve um papel na comédia Trainwreck. Miller também esteve presente em produções do Universo Estendido da DC interpretando o personagem Barry Allen/The Flash, com essas produções sendo os filmes Batman vs Superman: A Origem da Justiça (2016), Esquadrão Suicida (2016), Liga da Justiça (2017), Zack Snyder's Justice League (versão estendida do filme da Liga da Justiça com cenas deletadas e novas cenas gravadas. O filme foi lançado exclusivamente no HBO Max em 2021), além da série Peacemaker (2022) e como protagonista do filme The Flash (2023). Miller também esteve presente no filme Fantastic Beasts and Where to Find Them (2016) no papel de Credence Barebone, Miller interpretou Stephen Mills na sétima temporada da série Once Upon a Time, da ABC, em 2017.

## Biografia
Miller nasceu e cresceu em Wyckoff, uma comunidade no condado de Bergen, Nova Jersey. Sua mãe, Marta, é uma dançarina moderna. Seu pai, Robert S. Miller, foi presidente senior e diretor-gerente da categoria adulta Walt Disney Company de publicação de livros, Hyperion Books, e é um editor de Publicação do trabalhador. Miller tem duas irmãs mais velhas, Saiya e Caitlin. Miller se considera totalmente ‘‘espiritual’’ e judeu, embora afirme que de acordo com lei judaica Miller não o seja, e pretende visitar Israel um dia (seu pai é judeu e sua mãe é de um fundo cristão).
Quando tinha seis anos, Miller começou a treinar canto lírico, para ajudar a superar um problema de fala. Miller cantou com a Metropolitan Opera, e seu primeiro trabalho foi White Raven, do compositor estadunidense Philipe Glass. Participou da Rockland Country Day School e Escola Hudson, e a abandonou aos 16 anos após o lançamento de seu filme Afterschool.

## Carreira

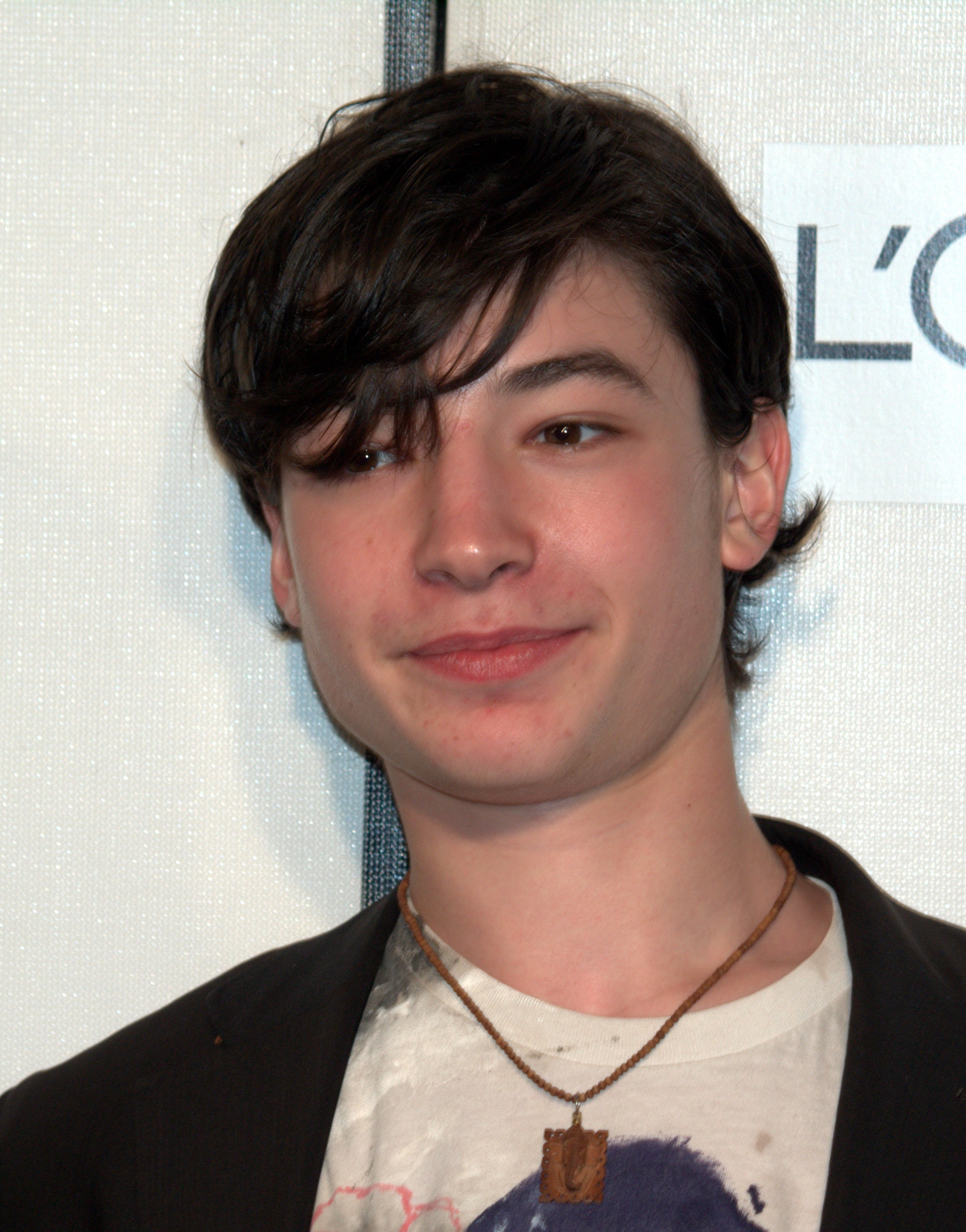
Miller no Festival de Cinema de Tribeca 2009

Miller começou a sua carreira no cinema em 2008, com Afterschool de Antonio Campos, no qual Miller interpretou um adolescente em um colégio interno. O filme ganhou o prêmio "Independent Spirit Award and Gotham", recebendo ainda mais nove nomeações. Depois disso, Miller apareceu em City Island (2009). O filme recebeu sete nomeações da crítica, das quais ganhou três por melhor comédia, melhor atriz coadjuvante e um "Audience Award". Foi protagonista em Beware the Gonzo e co-estrelou em Every Day, ambos estreados no Festival de Cinema de Tribeca. Miller apareceu em seguida no filme Precisamos Falar Sobre Kevin com John C. Reilly e Tilda Swinton, que foi dirigido e adaptado por Lynne Ramsay do romance de Lionel Shriver. O filme se tornou uma sensação no Festival de Cinema de Cannes, ganhando elogios da crítica e diversas indicações para prêmios dentre as quais uma ao globo de ouro pela performance de Tilda Swinton. Rendeu a Miller duas indicações sendo uma para o "BIFA Award for Best Supporting Actor" e um "Broadcast Film Critics Association Award for Best Young Performer". No ano de 2012, conseguiu o papel de Patrick no filme "As Vantagens de Ser Invisível". O filme foi um sucesso de crítica, dando a Miller oito nomeações das quais ganhou quatro. Miller também atuou como Damien em Californication um programa humorístico de televisão. Miller apareceu na série Royal Pains como Tucker Bryant nas duas primeiras temporadas. Seu papel mais recente foi Barry Allen/Flash, em Esquadrão Suicida, Batman vs Superman: A Origem da Justiça e Liga da Justiça e teve um papel de destaque no filme Fantastic Beasts and Where to Find Them e Fantastic Beasts: The Crimes of Grindelwald.

## Vida pessoal
Miller descreveu-se como sendo queer. Miller afirmou que "o caminho que eu escolheria para me identificar não seria gay. Tenho me atraído mais por "elas" mas tenho estado com muitas pessoas e estou aberto para o amor onde quer que ele possa estar", […] "eu tenho um monte de amigos realmente maravilhosos que são de géneros diferentes. Eu não estou apaixonado por ninguém em particular". Miller identifica-se com a não-binariedade de gênero, ou seja, nem totalmente homem nem mulher.
Miller usa os pronomes they/them em inglês, o que o GQ da Grã-Bretanha afirmou ter sido feito "como uma recusa categórica de ser generizado". Miller afirmou que, para si, queer significa "Eu não me identifico como um homem. Eu não me identifico como uma mulher. Eu malmente me identifico com a humanidade." Miller também afirmou se sentir "confortável com todos os pronomes".
Miller revelou ter tido uma experiência #MeToo pessoal com um produtor e um diretor de Hollywood, ambos inominados. Miller disse: "Eles me deram vinho e eu era menor de idade. Eles disseram, 'Ei, quer estar no nosso filme sobre a revolução gay?' e eu disse, 'Não, vocês são monstros.'" Miller então passou a mostrar apoio ao movimento #MeToo.
Em 2010, Miller namorou Zoë Kravitz enquanto estava filmando Beware the Gonzo. Em 2018, Miller revelou estar em um relacionamento poliamoroso com múltiplas pessoas, incluindo os membros de Sons of an Illustrious Father.

## Questões legais
Em 28 de junho de 2011, foi detido em Pittsburgh, Pensilvânia, onde Miller estava filmando As Vantagens de Ser Invisível, Miller era um passageiro em um veículo que foi parado por uma luz de freio quebrada, e a polícia descobriu que Miller tinha 20 gramas de maconha em sua posse. Miller foi inicialmente acusado de posse de drogas, mas a acusação foi posteriormente abandonada pelo juiz. Miller comentou mais tarde: "Eu não sinto que há qualquer necessidade de esconder o fato de eu fumar maconha, é uma substância inofensiva que aumenta a minha apreciação sensorial".
Em 30 de junho de 2022, a revista americana Variety publicou relatos que acusam Miller de asfixia e assédio. Em 08 de agosto de 2022, a mesma revista publicou uma nova acusação. Agora de furto, na cidade de Stamford, em Vermont.

## Filmografia

### Cinema
| Ano  | Título                                      | Personagem                     |
| ---- | ------------------------------------------- | ------------------------------ |
| 2006 | Cakey! The Cake from Outer Space            | Big Bully                      |
| 2007 | Critical Hit                                | Jack                           |
| 2008 | Afterschool                                 | Robert                         |
| 2009 | City Island                                 | Vince Jr.                      |
| 2010 | Beware the Gonzo                            | Eddie 'Gonzo' Gilman           |
| 2010 | Every Day                                   | Jonah                          |
| 2011 | Another Happy Day                           | Elliot                         |
| 2011 | Busted Walk                                 | Jay                            |
| 2011 | Precisamos Falar Sobre Kevin                | Kevin Khatchadourian           |
| 2012 | The Perks of Being a Wallflower             | Patrick                        |
| 2014 | Madame Bovary                               | Léon Dupuis                    |
| 2015 | Descompensada                               | Donald                         |
| 2015 | The Stanford Prison Experiment              | Daniel Culp/8612               |
| 2016 | Batman v Superman: Dawn of Justice          | Barry Allen / Flash            |
| 2016 | Suicide Squad                               | Barry Allen / Flash            |
| 2016 | Fantastic Beasts and Where to Find Them     | Credence                       |
| 2017 | Justice League                              | Barry Allen / Flash            |
| 2018 | Fantastic Beasts: The Crimes of Grindelwald | Credence                       |
| 2021 | Zack Snyder's Justice League                | Barry Allen / Flash            |
| 2021 | Asking For It                               | Mark Vanderhill                |
| 2022 | Fantastic Beasts: The Secrets of Dumbledore | Aurelius Dumbledore / Credence |
| 2023 | The Flash                                   | Barry Allen / Flash            |

### Televisão
| Ano       | Título                            | Personagem          |
| --------- | --------------------------------- | ------------------- |
| 2008      | Californication                   | Damien              |
| 2009      | Law & Order: Special Victims Unit | Ethan Morse         |
| 2009-2010 | Royal Pains                       | Tucker Bryant       |
| 2020      | Arrow                             | Barry Allen / Flash |
| 2022      | Peacemaker                        | Barry Allen / Flash |